# Liste der Monuments historiques in Osmoy (Yvelines)
Die Liste der Monuments historiques in Osmoy (Yvelines) führt die Monuments historiques in der französischen Gemeinde Osmoy auf.

## Liste der Objekte
| Bezeichnung                   | Beschreibung                             | Standort                                  | Kennzeichnung | Schutzstatus | Datum | Bild |
| ----------------------------- | ---------------------------------------- | ----------------------------------------- | ------------- | ------------ | ----- | ---- |
| Skulptur Pietà                | Holz, polychrom gefasst, 16. Jahrhundert | in der Kapelle Notre-Dame de Pitié (Lage) | PM78000432    | Classé       | 1938  |      |
| Skulptur Unterweisung Mariens | Stein, um 1500                           | in der Kirche St-Cloud (Lage)             | PM78000433    | Classé       | 1969  |      |